# Liga Leumit 1981-1982 (pallacanestro)
La Liga Leumit 1981-1982 è stata la 28ª edizione del massimo campionato israeliano di pallacanestro maschile. La vittoria finale è stata ad appannaggio del Maccabi Tel Aviv.

## Regular season
|  |     | Squadra            | G  | V  | P  | PF   | PS   | PF/PS | Pt | Qualificazione |
|  | --- | ------------------ | -- | -- | -- | ---- | ---- | ----- | -- | -------------- |
|  | 1.  | Maccabi Tel Aviv   | 22 | 22 | 0  | 2293 | 1845 | +448  | 44 | playoffs       |
|  | 2.  | Hapoel Ramat Gan   | 22 | 19 | 3  | 2104 | 1771 | +333  | 41 | playoffs       |
|  | 3.  | Hapoel Tel Aviv    | 22 | 18 | 4  | 2152 | 1902 | +250  | 40 | playoffs       |
|  | 4.  | Hapoel Galil Elyon | 22 | 15 | 7  | 1910 | 1769 | +141  | 37 | playoffs       |
|  | 5.  | Hapoel Afula       | 22 | 14 | 8  | 1914 | 1854 | +60   | 36 | playoffs       |
|  | 6.  | Maccabi Ramat Gan  | 22 | 11 | 11 | 1975 | 1846 | +129  | 33 | playoffs       |
|  | 7.  | Maccabi Haifa      | 22 | 8  | 14 | 1972 | 2020 | -48   | 30 |                |
|  | 8.  | Beitar Tel Aviv    | 22 | 8  | 14 | 1881 | 1967 | -86   | 30 |                |
|  | 9.  | Hapoel Holon       | 22 | 7  | 15 | 1657 | 1867 | -210  | 29 |                |
|  | 10. | Hapoel Gan Shmuel  | 22 | 5  | 17 | 1719 | 1819 | -100  | 27 |                |
|  | 11. | Hapoel Haifa       | 22 | 5  | 17 | 1863 | 2087 | -224  | 27 |                |
|  | 12. | Elitzur Tel Aviv   | 22 | 0  | 22 | 1627 | 2320 | -693  | 22 |                |

## Playoffs

### Semifinali
| Squadra 1        | Tot. | Squadra 2        | Gara 1 | Gara 2 | Gara 3  |
| ---------------- | ---- | ---------------- | ------ | ------ | ------- |
| Mac. Ramat Gan   | 1-2  | Maccabi Tel Aviv | 96-91  | 74-114 | 109-119 |
| Hapoel Afula     | 0-2  | Hapoel Ramat Gan | 85-109 | 87-108 |         |
| Hap. Galil Elyon | 0-2  | Hapoel Tel Aviv  | 76-107 | 74-87  |         |

### Finale
|    | Squadra          | G | V | P | PF/PS | Pt |
| -- | ---------------- | - | - | - | ----- | -- |
| 1. | Maccabi Tel Aviv | 4 | 4 | 0 | +50   | 8  |
| 2. | Hapoel Ramat Gan | 4 | 2 | 2 | +1    | 6  |
| 3. | Hapoel Tel Aviv  | 4 | 0 | 4 | -51   | 4  |

## Squadra vincitrice
|    | Naz.                                        | Ruolo | Sportivo            | Anno | Alt. |  |  |
| -- | ------------------------------------------- | ----- | ------------------- | ---- | ---- |  |  |
| 4  | Israele (bandiera)                          |       | Itamar Stern        |      |      |  |  |
| 5  | Israele (bandiera)                          |       | Yuval Ben-Mordechai |      |      |  |  |
| 6  | Israele (bandiera)                          | A     | Moshe Hershkowitz   | 1962 | 198  |  |  |
| 7  | Israele (bandiera)                          | P     | Motti Aroesti       | 1954 | 187  |  |  |
| 8  | Stati Uniti (bandiera) · Israele (bandiera) | C     | Howard Lassoff      | 1955 | 208  |  |  |
| 9  | Israele (bandiera)                          | G     | Miki Berkovich      | 1954 | 192  |  |  |
| 10 | Stati Uniti (bandiera) · Israele (bandiera) | C     | Aulcie Perry        | 1950 | 208  |  |  |
| 11 | Israele (bandiera)                          | G     | Hanan Keren         | 1952 | 190  |  |  |
| 12 | Stati Uniti (bandiera) · Israele (bandiera) | AG    | Lou Silver          | 1953 | 203  |  |  |
| 13 | Stati Uniti (bandiera)                      | AG    | Earl Williams       | 1951 | 201  |  |  |
| 14 | Israele (bandiera)                          |       | Baruch Smoler       |      |      |  |  |
| 15 | Israele (bandiera)                          |       | Dror Zipelovich     |      |      |  |  |
| 16 | Israele (bandiera)                          | G     | Haim Markovich      | 1961 | 176  |  |  |
|    | Stati Uniti (bandiera)                      | G     | Jack Zimmerman      |      | 190  |  |  |
|    | Israele (bandiera)                          | ALL   | Ralph Klein         |      |      |  |  |